# Nürnberger Versicherungscup
El Torneig de Nuremberg, oficialment conegut com a Nürnberger Versicherungscup, és una competició tennística professional que es disputa sobre terra batuda a Nuremberg, Alemanya. Pertany als International Tournaments del circuit WTA femení des de l'any 2013.
El torneig es va crear l'any 2013 en substitució del Barcelona Ladies Open, que es va cancel·lar per raons econòmiques.
En les dues primeres edicions del torneig, tant Simona Halep (2013) com Eugenie Bouchard (2014) van guanyar el primer títol individual de la seva carrera.

## Palmarès

### Individual femení
| Any  | Campiona         | Finalista          | Resultat         |
| ---- | ---------------- | ------------------ | ---------------- |
| 2019 | Yulia Putintseva | Tamara Zidanšek    | 4−6, 6−4, 6−2    |
| 2018 | Johanna Larsson  | Alison Riske       | 7−6(4), 6−4      |
| 2017 | Kiki Bertens (2) | Barbora Krejčíková | 6−2, 6−1         |
| 2016 | Kiki Bertens     | Mariana Duque      | 6−2, 6−2         |
| 2015 | Karin Knapp      | Roberta Vinci      | 7−6(5), 4−6, 6−1 |
| 2014 | Eugenie Bouchard | Karolína Plíšková  | 6−2, 4−6, 6−3    |
| 2013 | Simona Halep     | Andrea Petkovic    | 6−3, 6−3         |

### Dobles femenins
| Any  | Campiones                              | Finalistes                        | Resultat            |
| ---- | -------------------------------------- | --------------------------------- | ------------------- |
| 2019 | Gabriela Dabrowski Xu Yifan            | Sharon Fichman Nicole Melichar    | 4−6, 7−6(5), [10−5] |
| 2018 | Demi Schuurs Katarina Srebotnik        | Kirsten Flipkens Johanna Larsson  | 3−6, 6−3, [10−7]    |
| 2017 | Nicole Melichar Anna Smith             | Kirsten Flipkens Johanna Larsson  | 3−6, 6−3, [11−9]    |
| 2016 | Kiki Bertens Johanna Larsson           | Shuko Aoyama Renata Voráčová      | 6−3, 6−4            |
| 2015 | Chan Hao-ching Anabel Medina Garrigues | Lara Arruabarrena Raluca Olaru    | 6−4, 7−6(5)         |
| 2014 | Michaëlla Krajicek Karolína Plíšková   | Raluca Olaru Shahar Pe'er         | 6−0, 4−6, [10−6]    |
| 2013 | Raluca Olaru Valeria Solovyeva         | Anna-Lena Grönefeld Květa Peschke | 2−6, 7−6(3), [11−9] |